# Campionat del món d'escacs de 1975
El campionat del món d'escacs de 1975 no va ser mai disputat, a causa d'un conflicte en relació al format del matx final. El campió regnant, l'estatunidenc Bobby Fischer havia de jugar contra el soviètic Anatoli Kàrpov a Manila, a partir de l'1 de juny de 1975.
Fischer va refusar de jugar el matx tradicional estàndard al millor de 24 partides, i va proposar un format diferent: al primer que guanyés 10 partides. També demanava que el campió retingués el títol en cas d'empat a 9. Com a solució de compromís, la FIDE va oferir un matx al millor de 36 partides, amb un mínim de 10 victòries. Fischer va refusar i va enviar per telegrama la seva renúncia al campionat del món. La FIDE llavors va acceptar el format del matx al primer que guanyés 10 partides, però sense concedir la petició de l'empat a nou. Es van posar diversos terminis per tal que Fischer reconsiderés la seva petició, però no va contestar, així que Kàrpov va ser nomenat nou campió del món el 3 d'abril de 1975.

## Torneigs Interzonals de 1973
Es van disputar dos torneigs Interzonals de 18 jugadors, per sistema round robin a una ronda, els tres primers classificats dels quals passarien al torneig de Candidats. Les seus foren Leningrad i Petrópolis.
|    |                                    | Ràting | 1 | 2 | 3 | 4 | 5 | 6 | 7 | 8 | 9 | 10 | 11 | 12 | 13 | 14 | 15 | 16 | 17 | 18 | Total | Desempat |
| -- | ---------------------------------- | ------ | - | - | - | - | - | - | - | - | - | -- | -- | -- | -- | -- | -- | -- | -- | -- | ----- | -------- |
| 1  | Viktor Kortxnoi (Unió Soviètica)   | 2635   | - | ½ | 1 | ½ | 1 | 1 | ½ | 1 | ½ | 1  | 1  | 1  | ½  | 1  | 0  | 1  | 1  | 1  | 13½   | 108.25   |
| 2  | Anatoli Kàrpov (Unió Soviètica)    | 2545   | ½ | - | ½ | 1 | ½ | ½ | 1 | ½ | 1 | ½  | 1  | ½  | 1  | 1  | 1  | 1  | 1  | 1  | 13½   | 104.25   |
| 3  | Robert Byrne (Estats Units)        | 2570   | 0 | ½ | - | ½ | ½ | 1 | ½ | ½ | ½ | 1  | 1  | 1  | ½  | 1  | 1  | 1  | 1  | 1  | 12½   |          |
| 4  | Jan Smejkal (Txecoslovàquia)       | 2570   | ½ | 0 | ½ | - | 0 | 0 | ½ | ½ | 1 | 1  | 0  | 1  | 1  | 1  | 1  | 1  | 1  | 1  | 11    |          |
| 5  | Robert Hübner (RFA)                | 2600   | 0 | ½ | ½ | 1 | - | 0 | ½ | 1 | 1 | ½  | ½  | 1  | ½  | 1  | ½  | ½  | 0  | 1  | 10    | 79.50    |
| 6  | Bent Larsen (Dinamarca)            | 2620   | 0 | ½ | 0 | 1 | 1 | - | 1 | 0 | 0 | ½  | 0  | 1  | 1  | ½  | 1  | ½  | 1  | 1  | 10    | 75.00    |
| 7  | Guennadi Kuzmín (Unió Soviètica)   | 2565   | ½ | 0 | ½ | ½ | ½ | 0 | - | 1 | 0 | ½  | ½  | ½  | 1  | ½  | 1  | 1  | 1  | ½  | 9½    |          |
| 8  | Mikhail Tal (Unió Soviètica)       | 2655   | 0 | ½ | ½ | ½ | 0 | 1 | 0 | - | 1 | ½  | 1  | 1  | ½  | 0  | 0  | 1  | 0  | 1  | 8½    | 67.25    |
| 9  | Svetozar Gligorić (Iugoslàvia)     | 2595   | ½ | 0 | ½ | 0 | 0 | 1 | 1 | 0 | - | ½  | ½  | ½  | ½  | 1  | ½  | 0  | 1  | 1  | 8½    | 64.00    |
| 10 | Mark Taimanov (Unió Soviètica)     | 2595   | 0 | ½ | 0 | 0 | ½ | ½ | ½ | ½ | ½ | -  | ½  | 1  | ½  | ½  | 1  | ½  | 1  | ½  | 8½    | 63.00    |
| 11 | Miguel Quinteros (Argentina)       | 2480   | 0 | 0 | 0 | 1 | ½ | 1 | ½ | 0 | ½ | ½  | -  | 0  | 0  | ½  | ½  | 1  | ½  | 1  | 7½    | 55.75    |
| 12 | Ivan Radulov (Bulgària)            | 2510   | 0 | ½ | 0 | 0 | 0 | 0 | ½ | 0 | ½ | 0  | 1  | -  | 1  | 1  | ½  | ½  | 1  | 1  | 7½    | 49.50    |
| 13 | Wolfgang Uhlmann (RDA)             | 2550   | ½ | 0 | ½ | 0 | ½ | 0 | 0 | ½ | ½ | ½  | 1  | 0  | -  | ½  | ½  | ½  | ½  | 1  | 7     | 51.75    |
| 14 | Eugenio Torre (Philippines)        | 2430   | 0 | 0 | 0 | 0 | 0 | ½ | ½ | 1 | 0 | ½  | ½  | 0  | ½  | -  | ½  | 1  | 1  | 1  | 7     | 45.00    |
| 15 | Josip Rukavina (Iugoslàvia)        | 2460   | 1 | 0 | 0 | 0 | ½ | 0 | 0 | 1 | ½ | 0  | ½  | ½  | ½  | ½  | -  | 0  | 1  | ½  | 6½    |          |
| 16 | Vladimir Tukmakov (Unió Soviètica) | 2560   | 0 | 0 | 0 | 0 | ½ | ½ | 0 | 0 | 1 | ½  | 0  | ½  | ½  | 0  | 1  | -  | ½  | 1  | 6     |          |
| 17 | Guillermo Estévez Morales (Cuba)   | 2385   | 0 | 0 | 0 | 0 | 1 | 0 | 0 | 1 | 0 | 0  | ½  | 0  | ½  | 0  | 0  | ½  | -  | 1  | 4½    |          |
| 18 | Miguel Cuéllar (Colòmbia)          | 2400   | 0 | 0 | 0 | 0 | 0 | 0 | ½ | 0 | 0 | ½  | 0  | 0  | 0  | 0  | ½  | 0  | 0  | -  | 1½    |          |
Kortxnoi, Kàrpov, i Byrne es van classificar pel Torneig de Candidats.
|    |                                   | Ràting | 1 | 2 | 3 | 4 | 5 | 6 | 7 | 8 | 9 | 10 | 11 | 12 | 13 | 14 | 15 | 16 | 17 | 18 | Total | Desempat |
| -- | --------------------------------- | ------ | - | - | - | - | - | - | - | - | - | -- | -- | -- | -- | -- | -- | -- | -- | -- | ----- | -------- |
| 1  | Henrique Mecking (Brasil)         | 2575   | - | ½ | ½ | ½ | 1 | ½ | ½ | 1 | ½ | ½  | 1  | ½  | ½  | 1  | ½  | 1  | 1  | 1  | 12    |          |
| 2  | Iefim Hèl·ler (Unió Soviètica)    | 2585   | ½ | - | ½ | ½ | ½ | 1 | ½ | ½ | ½ | 1  | ½  | ½  | 1  | 1  | 0  | 1  | 1  | 1  | 11½   | 89.50    |
| 3  | Lev Polugaievski (Unió Soviètica) | 2640   | ½ | ½ | - | 1 | ½ | ½ | ½ | ½ | ½ | ½  | ½  | 0  | 1  | 1  | 1  | 1  | 1  | 1  | 11½   | 88.00    |
| 4  | Lajos Portisch (Hongria)          | 2645   | ½ | ½ | 0 | - | ½ | ½ | ½ | ½ | 1 | ½  | 1  | ½  | 1  | ½  | 1  | 1  | 1  | 1  | 11½   | 85.50    |
| 5  | Vassili Smislov (Unió Soviètica)  | 2600   | 0 | ½ | ½ | ½ | - | 0 | 1 | ½ | ½ | 1  | ½  | ½  | 1  | 1  | ½  | 1  | 1  | 1  | 11    |          |
| 6  | David Bronstein (Unió Soviètica)  | 2585   | ½ | 0 | ½ | ½ | 1 | - | 0 | ½ | ½ | 1  | 1  | 1  | ½  | 1  | ½  | 1  | 1  | 0  | 10½   |          |
| 7  | Vlastimil Hort (Txecoslovàquia)   | 2610   | ½ | ½ | ½ | ½ | 0 | 1 | - | 1 | 0 | 0  | 1  | ½  | ½  | ½  | 1  | ½  | 1  | 1  | 10    |          |
| 8  | Vladimir Savon (Unió Soviètica)   | 2570   | 0 | ½ | ½ | ½ | ½ | ½ | 0 | - | ½ | 0  | 1  | 1  | ½  | ½  | 1  | 1  | ½  | 1  | 9½    |          |
| 9  | Borislav Ivkov (Iugoslàvia)       | 2535   | ½ | ½ | ½ | 0 | ½ | ½ | 1 | ½ | - | ½  | ½  | ½  | ½  | ½  | ½  | 1  | ½  | ½  | 9     | 72.75    |
| 10 | Ljubomir Ljubojević (Iugoslàvia)  | 2570   | ½ | 0 | ½ | ½ | 0 | 0 | 1 | 1 | ½ | -  | 0  | 1  | ½  | 0  | 1  | ½  | 1  | 1  | 9     | 67.50    |
| 11 | Samuel Reshevsky (Estats Units)   | 2575   | 0 | ½ | ½ | 0 | ½ | 0 | 0 | 0 | ½ | 1  | -  | 1  | ½  | ½  | 1  | 1  | ½  | 1  | 8½    |          |
| 12 | Oscar Panno (Argentina)           | 2580   | ½ | ½ | 1 | ½ | ½ | 0 | ½ | 0 | ½ | 0  | 0  | -  | ½  | ½  | ½  | ½  | 1  | 1  | 8     | 62.50    |
| 13 | Paul Keres (Unió Soviètica)       | 2605   | ½ | 0 | 0 | 0 | 0 | ½ | ½ | ½ | ½ | ½  | ½  | ½  | -  | ½  | ½  | 1  | 1  | 1  | 8     | 54.25    |
| 14 | Florin Gheorghiu (Romania)        | 2530   | 0 | 0 | 0 | ½ | 0 | 0 | ½ | ½ | ½ | 1  | ½  | ½  | ½  | -  | 1  | ½  | ½  | 1  | 7½    |          |
| 15 | Peter Biyiasas (Canadà)           | 2395   | 1 | ½ | 0 | 0 | ½ | ½ | 0 | 0 | ½ | 0  | 0  | ½  | ½  | 0  | -  | ½  | 1  | 1  | 6½    |          |
| 16 | Tan Lian Ann (Singapore)          | 2365   | 0 | 0 | 0 | 0 | 0 | 0 | ½ | 0 | 0 | ½  | 0  | ½  | 0  | ½  | ½  | -  | ½  | 0  | 3     | 22.00    |
| 17 | Werner Hug (Suïssa)               | 2445   | 0 | 0 | 0 | 0 | 0 | 0 | 0 | ½ | ½ | 0  | ½  | 0  | 0  | ½  | 0  | ½  | -  | ½  | 3     | 20.25    |
| 18 | Shimon Kagan (Israel)             | 2405   | 0 | 0 | 0 | 0 | 0 | 1 | 0 | 0 | ½ | 0  | 0  | 0  | 0  | 0  | 0  | 1  | ½  | -  | 3     | 19.50    |
Mecking es va classificar de forma directa per l'Interzonal, mentre que tres jugadors varen empatar al segon lloc, i van disputar un playoff de desempat a Portoroz per les dues places classificatòries restants.
|   |                                   | Ràting | 1    | 2    | 3    | Total |
| - | --------------------------------- | ------ | ---- | ---- | ---- | ----- |
| 1 | Lajos Portisch (Hongria)          | 2650   | -    | 11== | =1== | 5½    |
| 2 | Lev Polugaievski (Unió Soviètica) | 2625   | 00== | -    | 110= | 3½    |
| 3 | Iefim Hèl·ler (Unió Soviètica)    | 2605   | =0== | 001= | -    | 3     |
Portisch i Polugaevsky es varen classificar.

## Torneig de Candidats de 1974
El Torneig de Candidats de 1974 es va jugar en format de matxs eliminatoris. Spasski, com a perdedor del darrer matx pel campionat del món, i Petrossian, com a perdedor de la final de Candidats anterior, hi estaven classificats directament, i es van ajuntar amb els tres primers de cadascun dels dos Interzonals.
Els matxs de primera ronda es disputaven al primer que guanyés tres partides, sense comptar les taules. Les semifinals es disputaven al primer que obtingués quatre victòries, mentre que la final es disputava al primer que guanyés cinc partides, però amb un màxim de 24 partides. Kàrpov va batre Kortxnoi per 3-2 amb 19 taules, guanyant així el dret de reptar Fischer.
|  | Quarts de final | Quarts de final   | Quarts de final                  |                 |     | Semifinals      | Semifinals | Semifinals |  |  | Final | Final          | Final |
|  |                 |                   |                                  |                 |     |                 |            |            |  |  |       |                |       |
|  | 1               | Anatoli Kàrpov    | 5½                               |                 |     |                 |            |            |  |  |       |                |       |
|  | 8               | Lev Polugaievski  | 2½                               |                 |     |                 |            |            |  |  |       |                |       |
|  | 8               | Lev Polugaievski  | 2½                               |                 |     | Anatoli Kàrpov  | 7          |            |  |  |       |                |       |
|  |                 |                   |                                  |                 |     | Anatoli Kàrpov  | 7          |            |  |  |       |                |       |
|  |                 |                   | Borís Spasski                    | 4               |     |                 |            |            |  |  |       |                |       |
|  | 4               | Borís Spasski     | Borís Spasski                    | 4               | 4½  |                 |            |            |  |  |       |                |       |
|  | 4               | Borís Spasski     |                                  |                 | 4½  |                 |            |            |  |  |       |                |       |
|  | 5               | Robert Byrne      | 1½                               |                 |     |                 |            |            |  |  |       |                |       |
|  |                 |                   |                                  |                 |     |                 |            |            |  |  |       | Anatoli Kàrpov | 12½   |
|  |                 |                   |                                  | Víktor Kortxnoi | 11½ |                 |            |            |  |  |       |                |       |
|  | 3               | Víktor Kortxnoi   | 7½                               |                 |     |                 |            |            |  |  |       |                |       |
|  | 6               | Henrique Mecking  | 5½                               |                 |     |                 |            |            |  |  |       |                |       |
|  | 6               | Henrique Mecking  | 5½                               |                 |     | Víktor Kortxnoi | 3½         |            |  |  |       |                |       |
|  |                 |                   |                                  |                 |     | Víktor Kortxnoi | 3½         |            |  |  |       |                |       |
|  |                 |                   | Tigran Petrossian (abandonament) | 1½              |     |                 |            |            |  |  |       |                |       |
|  | 2               | Tigran Petrossian | Tigran Petrossian (abandonament) | 1½              | 7   |                 |            |            |  |  |       |                |       |
|  | 2               | Tigran Petrossian |                                  |                 | 7   |                 |            |            |  |  |       |                |       |
|  | 7               | Lajos Portisch    | 6                                |                 |     |                 |            |            |  |  |       |                |       |

Les semifinals estigueren marcades per la presència de dos excampions, Petrossian i Spasski, jugant en matxs diferents. Ambdós s'havien enfrontat entre ells en els matxs pel títol de 1966 i 1969. Tots dos foren eliminats en aquestes semifinals. Tot i que les regles estipulaven que la victòria en l'eliminatòria estava en les quatre victòries, Petrossian va abandonar després de tres derrotes. Posteriorment va moure fils polítics per revertir el resultat del matx.